# Svojšice (tvrz, okres Pardubice)
Svojšice jsou zřícenina tvrze ve stejnojmenné vesnici v okrese Pardubice v Pardubickém kraji. Tvrz byla založena ve čtrnáctém století jako centrum šlechtického panství zemanského rodu užívajícího přídomek ze Svojšic. V šestnáctém století ji získali Gerštorfové z Gerštorfu, kterým patřila až do začátku třicetileté války. Během ní tvrz vyhořela a postupně se změnila ve zříceninu, která je chráněna jako kulturní památka.

## Historie
Svojšická tvrz byla nejspíše založena před rokem 1365, kdy ve vesnici pravděpodobně sídlil Mikeš ze Svojšic. Na přelomu čtrnáctého a patnáctého století tvrz patřila Kateřině (též Anně) ze Svojšic, která byla dcerou blíže neznámého předešlého majitele a vdovou po Heřmanovi z Mrdic. V roce 1405 se Kateřina podruhé vdala za Václava Rutharta z Malešova a zapsala mu věno ve výši 400 kop grošů na tvrzi (zde poprvé výslovně zmíněné), poplužním dvoře, vsích Svojšice, Stojice, Holotín a Rašov. Před rokem 1407 opět ovdověla. Dalších několik let nejspíše panství spravovala sama a roku 1413 zapsala dluh ve výši 1 300 kop grošů manželovým dětem Petrovi, Mikulášovi, Markétě a Benigně z Malešova. Když Kateřina asi roku 1415 zemřela, vyplatili bratři Petr a Mikuláš nároky svých sester a začali používat přídomek ze Svojšic. Statek společně drželi i v roce 1450, kdy koupili od bratrů Komárovských a Přibíka ze Skorotína jejich zástavu na Svojšicích ve výši 400 kop grošů. Petr žil ještě v roce 1463.
Ve druhé polovině patnáctého století, až do své smrti v roce 1497, Svojšice patřily Janovi ze Svojšic. Po něm je zdědil syn Petr, který zemřel okolo roku 1523 a statek po něm převzala sestra Kateřina ze Svojšic, provdaná poprvé za Benedu z Nečtin a podruhé za podkomořího Jiřího z Gerštorfu. Do obnovených desk zemských si nechala zapsat majetek, který tvořily Svojšice s dvorem a tvrzí, Stojice, Holotín, Rašov, mlýn pod Svojšicí a podací právo ke kostelu Všech svatých ve Stojicích. Markéta zemřela roku 1546 a ve své poslední vůli z předchozího roku majetek odkázala svému manželovi. Ten jej měl užívat jen do konce svého života a potom měl připadnout jejím synům z prvního manželství Albrechtovi a Beneši Benedovi z Nečtin. Dcery Žofie z Nečtin a Johana z Gerštorfu měly dostat věno ve výši 250 kop grošů. Děti se ale dědictví zřekly, převedly ho na Jiřího z Gerštorfu, který jim za to vyplatil dva tisíce kop grošů.
Po smrti Jiřího z Gerštorfu došlo k dělení majetku. Jiřího syn Bernard si ponechal Choltice a Svojšice s dalším majetkem připadly jeho strýcům Jiřímu a Jindřichovi z Gerštorfu. K panství tehdy patřily vsi Svojšice, Stojice, Holotín, Rašov, Turkovice, Bukovina, Ledce, Luhy[nepřesný odkaz], Podhořany, Březinka, Hošťalovice, horní Vícemilice, tvrziště Stoupec a množství pozemků a hospodářských provozů. Mladší Jindřich nebyl plnoletý, takže bratři měli majetek po dobu devíti let v nedílu, ale 6. srpna 1568 se o něj rozdělili. Jindřich dostal Podhořany, zatímco Jiří si ponechal Svojšice, Stojice, Holotín, Ledce a Vícemilice.
Jiří (později zvaný starší) vedl spory o majetek se svými příbuznými a roku 1559 napadl měšťana Jakuba Voříška v jeho domě v Heřmanově Městci. Oženil se s Kateřinou z Rokyc, které na svojšickém panství zapsal věno ve výši dvou tisíc kop českých grošů, a zemřel asi v roce 1597. Jejich dcera Kateřina z Gerštorfu ponechala matce věno, vyrovnala dluh dvou tisíc kop míšeňských grošů u Jana mladšího z Dobřenic na Barchově a 3. června 1599 Svojšice prodala Johaně Gerštorfové z Rokyc na Cholticích za 17 100 kop míšeňských grošů.
Johana byla manželkou Jiřího mladšího z Gerštorfu († 1613). Přežila jej o sedm let a spravovala choltické panství za nezletilého syna Jindřicha. V závěti z roku 1615 odkázala nejstaršímu synovi Bernardu Mikulášovi podíl pěti tisíc kop na Cholticích, druhý syn Štěpán dostal svojšickou tvrz s příslušenstvím a dceři Anně věno šesti tisíc kop ze Svojšic. Štěpán jako poručník spravoval svojšické a choltické panství, ale za účast na stavovském povstání v letech 1618–1620 o oba statky přišel, a údajně byl spolu s bratrem ubit sedláky při útěku ze Svojšic. Zkonfiskovaný majetek koupil Kryštof Šimon Thun. Svojšickou tvrz potom během třicetileté války vypálilo císařské vojsko.
V devatenáctém století byla jedna místnost ve zřícenině tvrze upravena na byt hajného. Klub českých turistů ve spolupráci s Volným sdružením přátel svojšické tvrze provedl v letech 1940–1941 záchranné práce, při nichž byla odstraněna suť a zpevněna dochovaná klenba.

## Stavební podoba

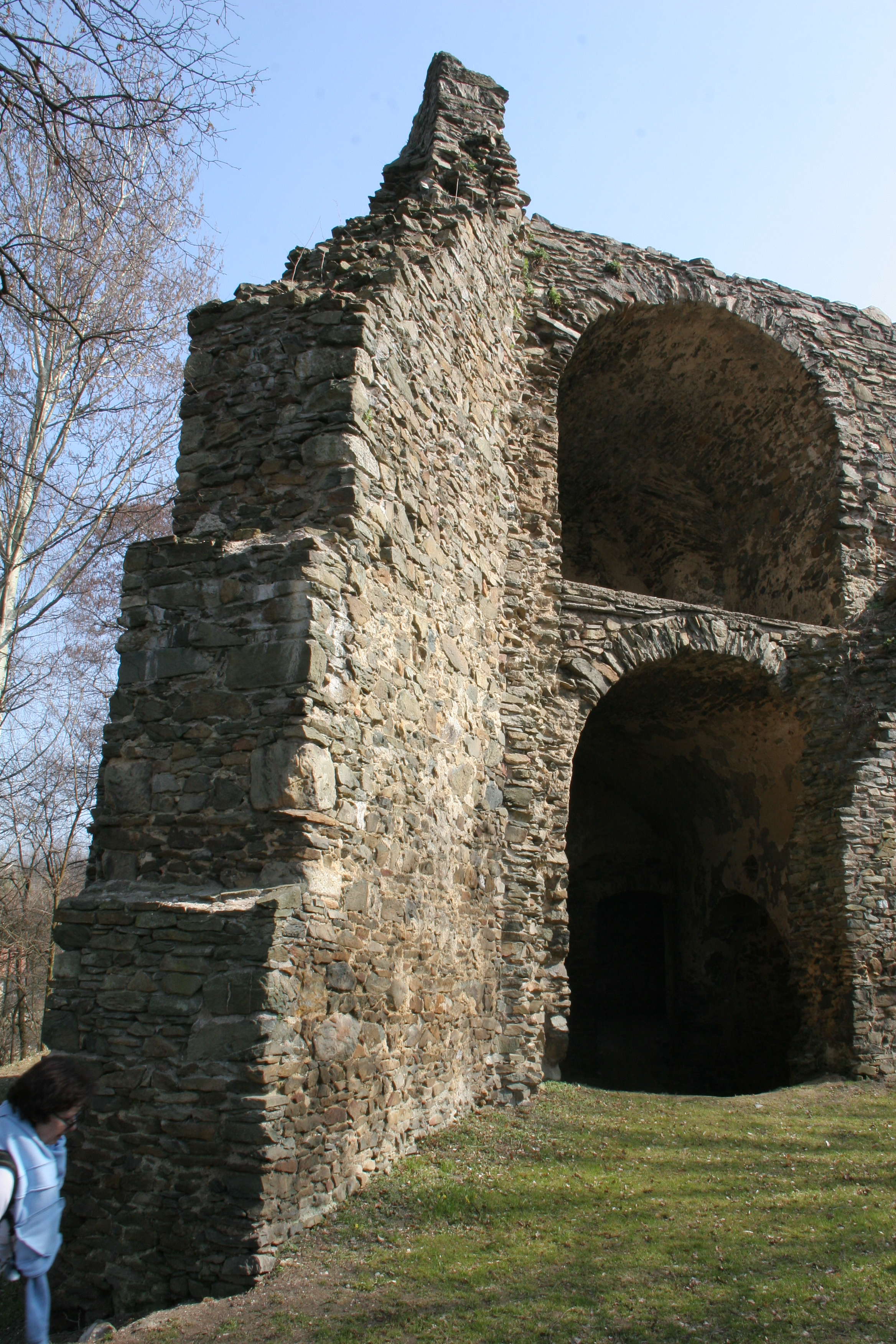
Klenuté prostory

Tvrziště se nachází ve východní části vesnice. Členitý půdorys budovy vznikl postupným rozšiřováním původně věžové tvrze. Zdivo se dochovalo přibližně do úrovně prvního patra, ale v západním průčelí chybí část obvodové zdi. Místy jsou patrné fragmenty původních omítek. V přízemí se nacházejí dvě valeně zaklenuté prostory s několika výklenky a valeně klenutá chodba. Valeně klenuté prostory se nachází také v prvním patře, kde je novodobá betonová terasa. Ve sklepích se dochovaly dvě místnosti zaklenuté valenou klenbou a jedna místnost se zříceným stropem.